# DuckTales: The Quest for Gold
DuckTales: The Quest for Gold est un jeu vidéo plates-formes basé sur le dessin animé intitulé La Bande à Picsou de Disney.

## Synopsis
Afin de prouver qu'il est bien le canard le plus riche du monde, Picsou emmène sa troupe dans le monde entier pour ramasser les plus grands trésors.